# Hubatkova vila
Hubatkova vila, známá také pod místním názvem Sokolov, je secesní vila postavená na konci 19. století Ludvíkem Hubatkou. Nachází se na jižním konci Poříčí – místní části obce Boršov nad Vltavou – od kterého je oddělen výběžkem lesa a rychlostní silnicí E55. V současné době je sídlem Dětského domova Boršov nad Vltavou.

## Historie

### Hubatkovi a Tangelovi
Ludvík Hubatka, c. k. rytmistr, velitel budějovického husarského pluku, postavil vilu mezi lety 1889 až 1900 v romantickém secesním stylu. Pozemky vykoupil zčásti od Zdenka Klaudyho staršího, který byl pánem na nedalekém zámku Poříčí, a zčásti od několika poříčských chalupníků. Vila měla od počátku vlastní vodovod i kanalizaci, kolem ní byl zřízen park. S Ludvíkem Hubatkou vilu obývalo ještě šest členů jeho rodiny, hospodyně, služka, panská a chůva. V odděleném domku pak bydlel ještě zahradník a kočí. Přestože byl Ludvík Hubatka zjevně velmi zámožným mužem, o svůj majetek z neznámých důvodů přišel a roku 1911 musel svou vilu prodat. Vilu od nich koupili Franz a Jenny Tangelovi. Franz Tangel byl ovšem ještě téhož roku soudem zbaven svéprávnosti z důvodu šílenství a v říjnu 1911 zde zemřel. Jeho žena Jenny zde pak pobývala pouze přes léto a pár let poté také zemřela. 

### Za první republiky
Zámek zdědila její matka Klementina Strossová, která ho prodala v roce 1921 Friedrichu Frankensdorfovi, po kterém Hubatkovu vilu krátce držel ještě budějovický chirurg Bohumil Růžička.Na jaře roku 1923 získala Hubatkovu vilu Nemocenská pokladna příslušníků grémia pražského obchodnictva později přejmenovanou na Gremiální nemocenskou pojišťovnu. Vila sloužila jako zotavovací zařízení pro klienty této pojišťovny až do druhé světové války. Majitel se během války sice nezměnil, ale osazenstvem zotavovny se stali důstojníci SS. 

### Po druhé světové válce
Po druhé světové válce se vila začala znovu využívat až od července 1948, kdy zde začala fungovat Krajská politická škola KSČ. Během pěti let jejího zdejšího fungování zde přednášel mimo jiných i Lubomír Štrougal, který se později stal československým premiérem. Na začátku padesátých let se Krajská politická škola KSČ přestěhovala do Českých Budějovic a v roce 1952 zde zahájil činnost dětský domov. Ten byl zpočátku určen  pouze pro děti předškolního věku, od roku 1967 jsou zde už umísťovány děti ve věku od tří let až do osmnácti let. Mezi lety 1996 a 1998 proběhla oprava celého objektu s rozšířením hospodářské budovy. Většina původního 7,5 hektarového parku je dnes součástí areálu skladu pohonných hmot firmy ČEPRO.

## Galerie

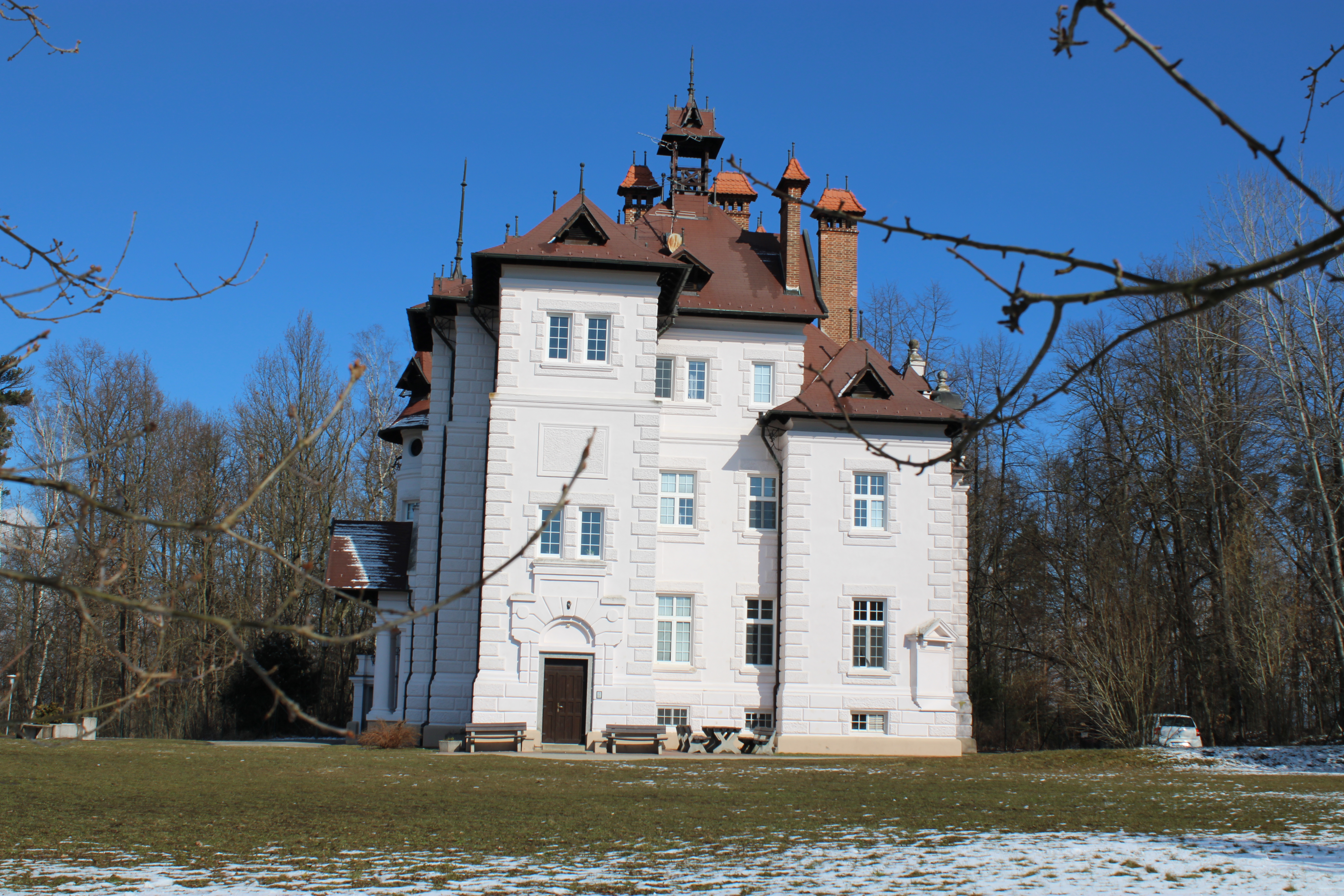
Hubatkova vila z jihovýchodu
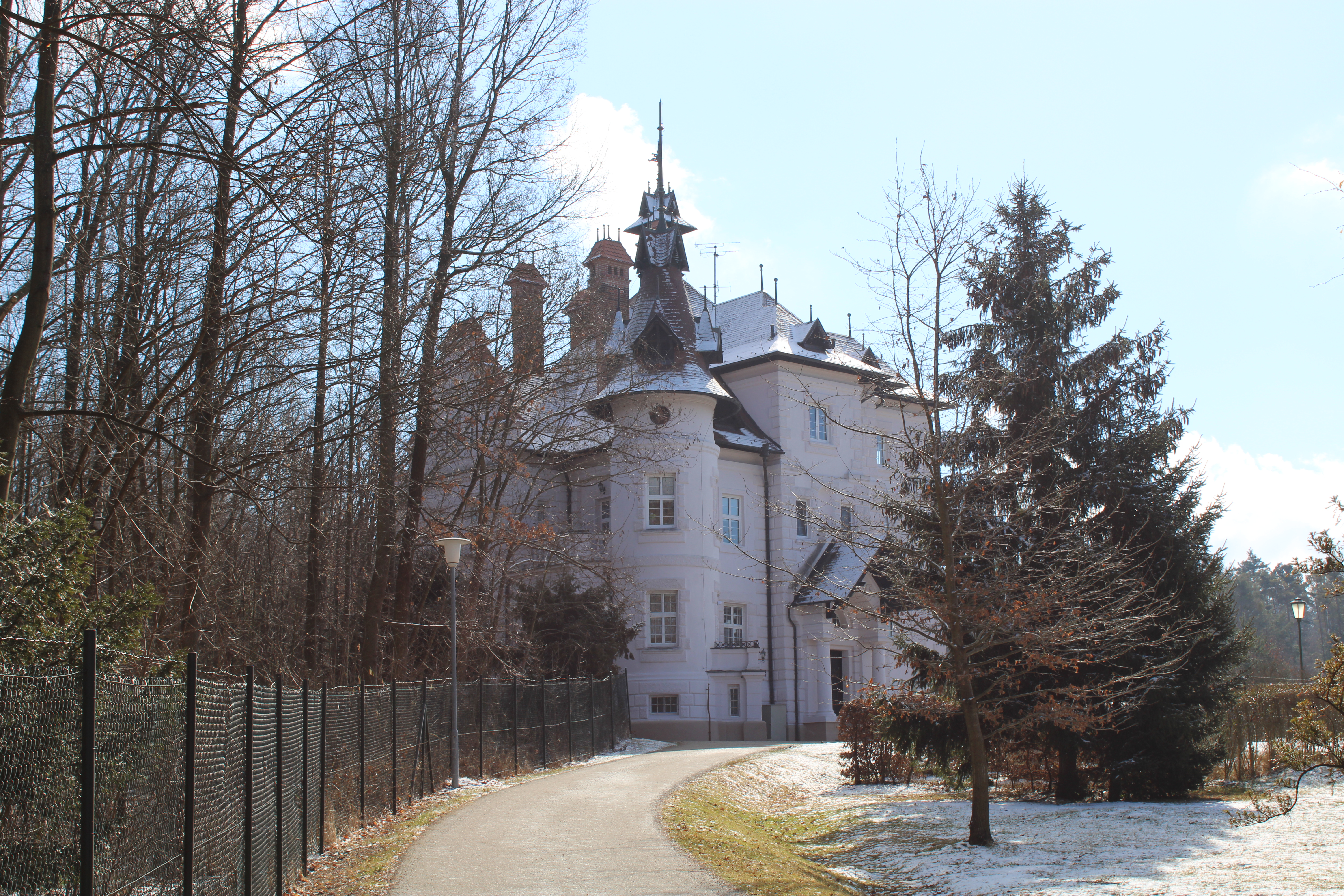
Hubatkova vila ze severozápadu
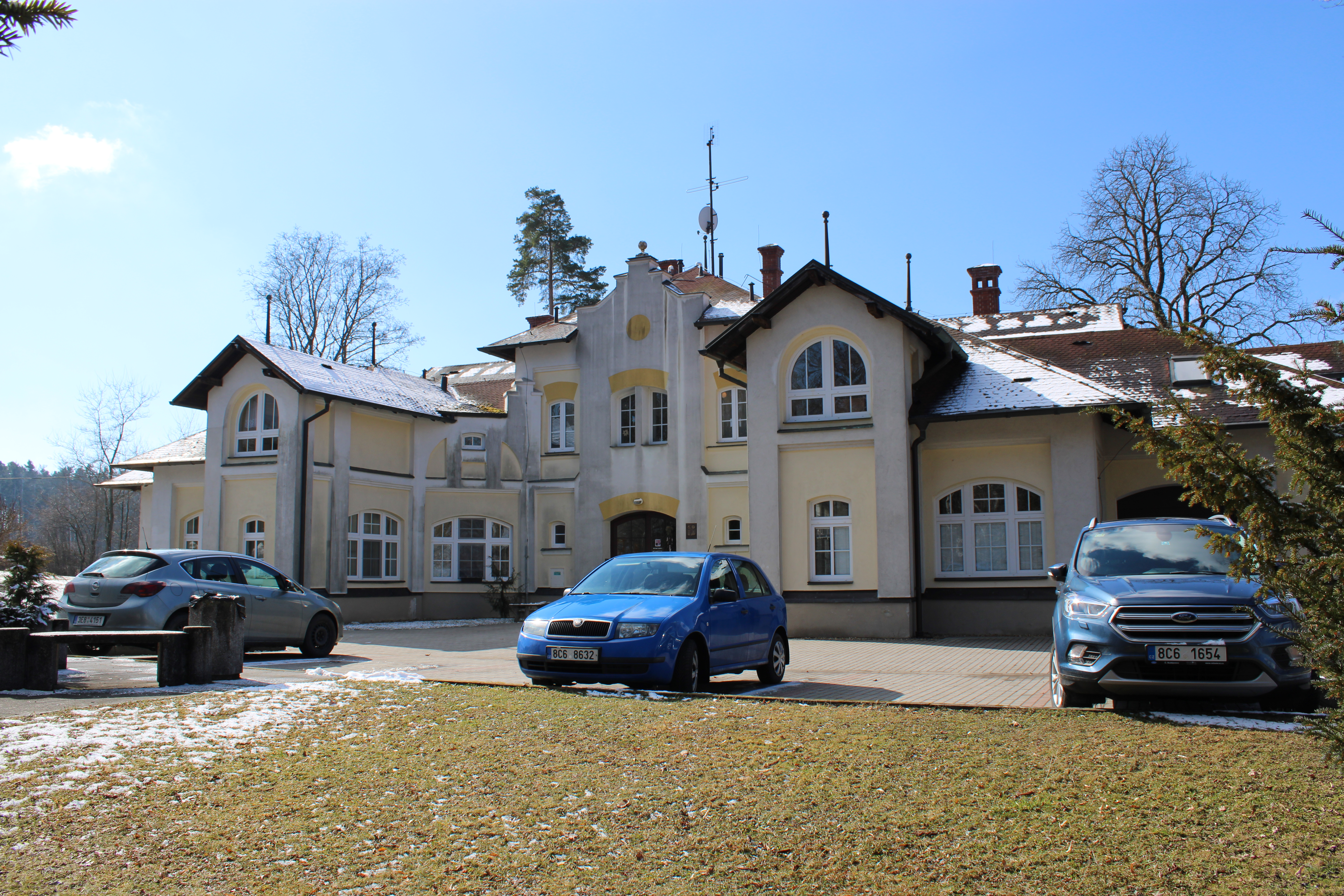
Hospodářská budova západně od Hubatkovy vily